# غراهام كوبر (لاعب كريكت)
غراهام كوبر (2 سبتمبر 1936 - 18 أبريل 2012 في المملكة المتحدة)  (بالإنجليزية: Graham Cooper)‏ هو لاعب كريكت بريطاني.